# Dětochov
Dětochov (německy Tichtiöfen) je zaniklá ves na území obce Polná na Šumavě v okrese Český Krumlov. 

## Historie
První písemná zmínka o vesnici pochází z roku 1268. Ves byla do zavedení obecního zřízení v polovině 19. století součástí českokrumlovského panství. Potom byla osadou obce Lštín. V roce 1930 zde stály 2 domy a žilo zde 22 obyvatel. V letech 1938 až 1945 byl Dětochov v důsledku uzavření Mnichovské dohody přičleněn k nacistickému Německu. V letech 1950 až 2015 byl součástí vojenského újezdu Boletice. Od 1. ledna 2016 je součástí obce Polná na Šumavě.